# Jorge Burruchaga
Jorge Luis Burruchaga (Gualeguay, 9 de outubro de 1962), é um treinador e ex-futebolista argentino que atuava como meio-campo-segundo atacante.

## Biografia
Campeão pelo Independiente e pela seleção da Argentina na Copa do Mundo de 1986. Foi convocado para duas copas do mundo, a de 1986 e a de 1990. Após encerrar a carreira como jogador, tornou-se técnico de futebol. Dirigindo, as equipes do Estudiantes, Independiente, Banfield e Arsenal de Sarandí, clube no qual principiou a carreira de jogador. Também esteve à frente do comando técnico do Libertad, do Paraguai. Foi o autor do gol do título do Independiente sobre o Grêmio na final da Copa Libertadores de 1984 e do título da Copa do Mundo de 1986 da Argentina nos 3 x 2 frente a Alemanha Ocidental na final.

## Títulos
Independiente
- Campeonato Argentino: Metropolitano 1983
- Copa Libertadores: 1984
- Copa Intercontinental: 1984
- Recopa Sul-Americana: 1995
- Supercopa Libertadores: 1995

Argentina
- Copa do Mundo: 1986